# Cryptographis hyalinata
Cryptographis hyalinata is een vlinder uit de familie van de grasmotten (Crambidae). De wetenschappelijke naam werd  gepubliceerd in 1767 door Carl Linnaeus.